# Yulitza Suárez
Yulitza Mercedes Suárez Villarreal (19 dicembre 1983) è una schermitrice venezuelana.

## Palmarès
In carriera ha conseguito i seguenti risultati:
- Giochi Panamericani:

Rio de Janeiro 2007: oro nel fioretto a squadre.
Guadalajara 2011: bronzo nel fioretto a squadre e nella sciabola a squadre.